# Idionyx murcia
Idionyx murcia là loài chuồn chuồn trong họ Synthemistidae. Loài này được Lieftinck mô tả khoa học đầu tiên năm 1971.